# رشیتنف
رشیتنف (روسی: Reshetnev) شرکت هوافضای روس است، که در سال ۱۹۵۹ تأسیس شد.